# Ichthyostegidae
Famille
Genres de rang inférieur
- † Ichthyostega Säve-Söderbergh, 1932
- † Ichthyostegopsis Säve-Söderbergh, 1932
- † Ymeria Clack et al., 2012

Les Ichthyostegidae forment une famille fossile de la classe des Osteichthyes Sarcopterygii  ayant vécu au Dévonien ou au Carbonifère. Tous les membres de la famille étaient des animaux relativement grands avec des pattes en forme de pagaie polydactyle.

## Classification
La famille des Ichthyostegidae est décrite en 1932 par le paléontologue suédois Gunnar Säve-Söderbergh (1910-1948),.
Selon GBIF en 2024, cette famille est classée parmi les Amphibiens, mais sans auteur et sans date et selon IRMNG et selon IRMNG dans l'ordre fossile (mais obsolète) des Ichthyostegalia.

### Fossiles
Selon Paleobiology Database en 2024, le nombre de collections de fossiles référencées est de cinq. Ces fossiles sont du Famennien supérieur du Dévonien supérieur au Tournaisien du Mississippien du Carbonifère inférieur, c'est-à-dire datés de 364,7 à 346,7 Ma avant notre ère,.

## Genres
Selon Paleobiology Database en 2024, le nombre de genres associés est de trois :
- † Ichthyostega Säve-Söderbergh, 1932
- † Ichthyostegopsis Säve-Söderbergh, 1932
- † Ymeria Clack et al., 2012[2]

### Publication originale
- [1932] (en) Gunnar Säve-Söderbergh, « Preliminary note on Devonian stegocephalians from East Greenland », Meddelelser om Grønland, no 7,‎ 1932, p. 1-107.